# Катя Касин
Катя Касин (на английски: Katja Kassin) е артистичен псевдоним на германската порнографска актриса Уте Андерсън (Ute Anderson), родена на 24 септември 1979 г. в град Лайпциг.

## Награди и номинации
Носителка на награди
- 2004: Venus награда за най-добра международна актриса (награда на журито).[3]
- 2004: Adam Film World Guide награда за изпълнителка на годината.[4]

Номинации
- 2004: Номинация за AVN награда за чуждестранна изпълнителка на годината.[5]
- 2005: Номинация за AVN награда за изпълнителка на годината.[6]
- 2005: Номинация за XRCO награда за изпълнителка на годината.[7][8]
- 2009: Номинация за Hot d'Or награда за най-добра европейска изпълнителка.[9]